# Friedhofskapelle (Ober-Roden)

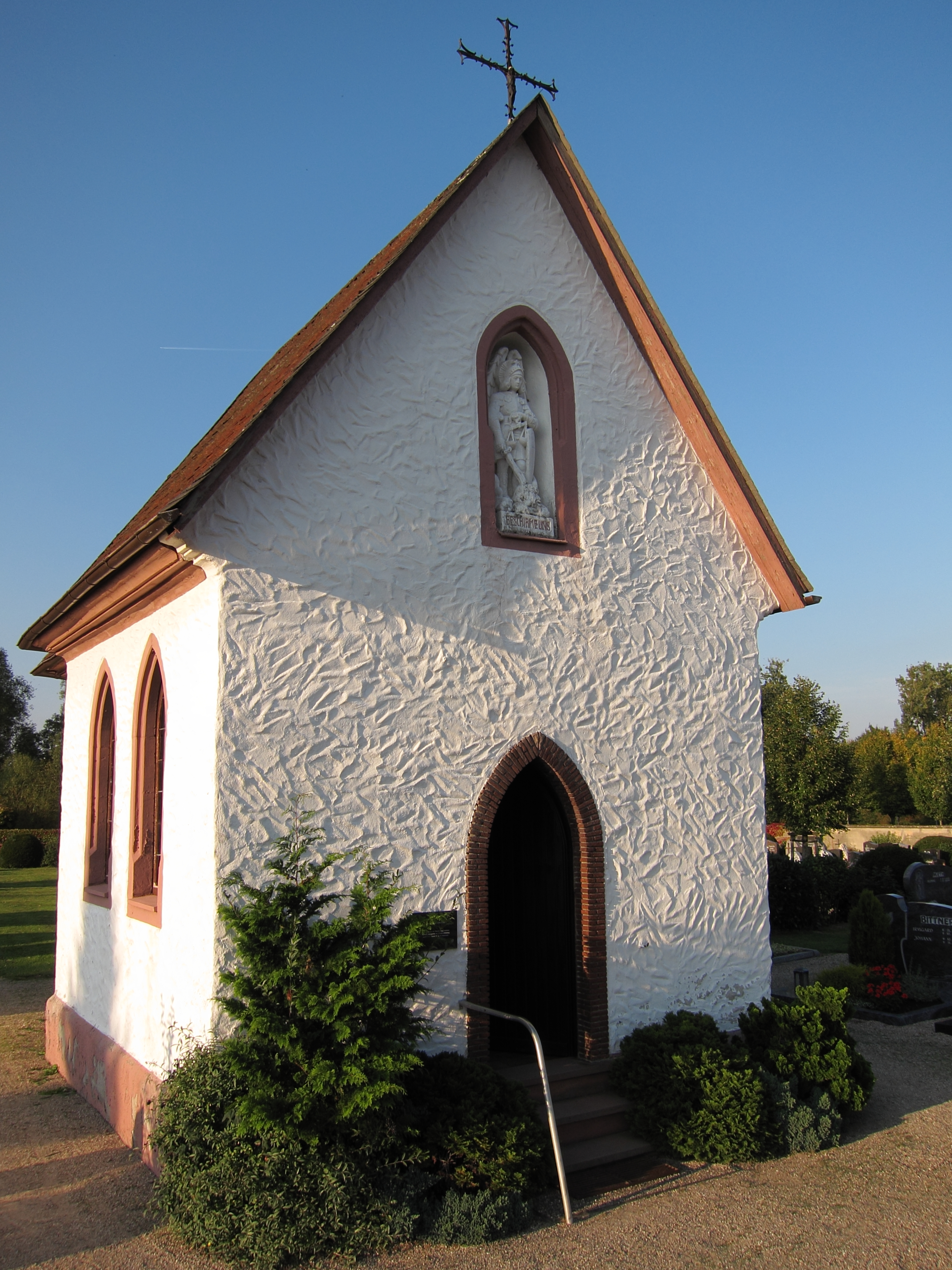
Die denkmalgeschützte Friedhofskapelle in Ober-Roden, erbaut 1864

Die Friedhofskapelle im Rödermärker Stadtteil Ober-Roden wurde 1864 erbaut und ist ein unter Denkmalschutz stehendes Gebäude.

## Geschichte
Die Friedhofskapelle wurde 1864 unter Pfarrer Valentin Koepp, der von 1856 bis 1887 Pfarrer in Ober-Roden war, erbaut und von Dekan Goy aus Dieburg benediziert. Sie befindet sich auf dem 1842 an der Straße nach Messenhausen angelegten Friedhof in Ober-Roden. Ihr Erbauer, Pfarrer Koepp, wurde nach seinem Tod im Februar 1887 im Inneren der Kapelle beigesetzt.
Unter Koepps Nachfolger, Pfarrer Dockendorff (Pfarrer in Ober-Roden von 1887 bis 1907) wurde die Friedhofskapelle in ihrem Inneren zu einer Mariengrotte umgebaut. Diesen Charakter weist sie noch heute auf. Eine umfassende Renovierung der Kapelle wurde 1966 vorgenommen.
Seit November 1973 wird die von der politischen Gemeinde Ober-Roden erbaute neue Friedhofskapelle für Trauerfeiern in Ober-Roden genutzt.

## Baubeschreibung
Die schlichte Kapelle ist in neugotischen Formen erbaut. Ihr Innenraum weist eine grottenartige Mosaikverkleidung auf. Über dem Eingangsportal befindet sich eine Nische mit Heiligenfigur.

## Bildergalerie

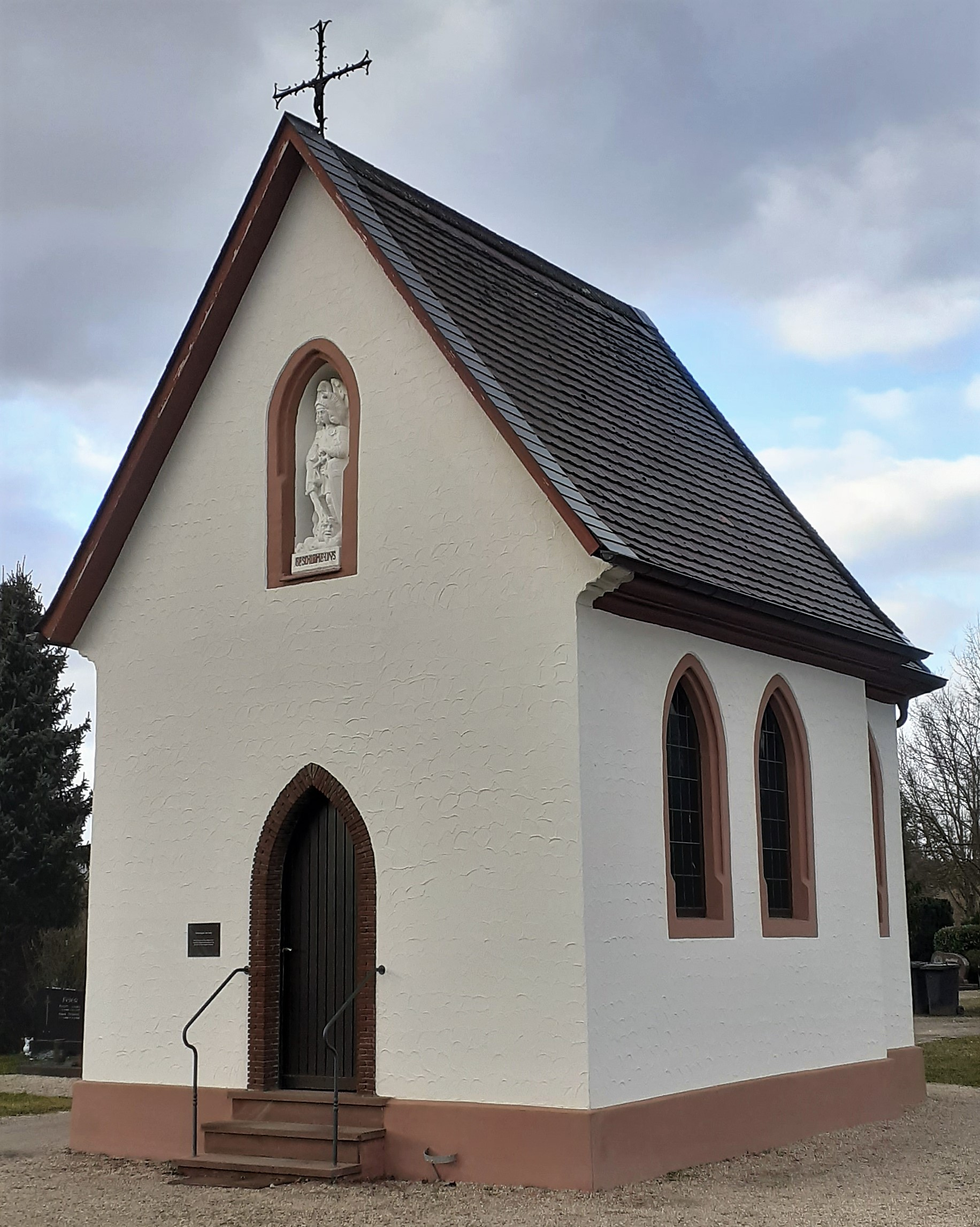
Außenansicht der Kapelle im Jahr 2022
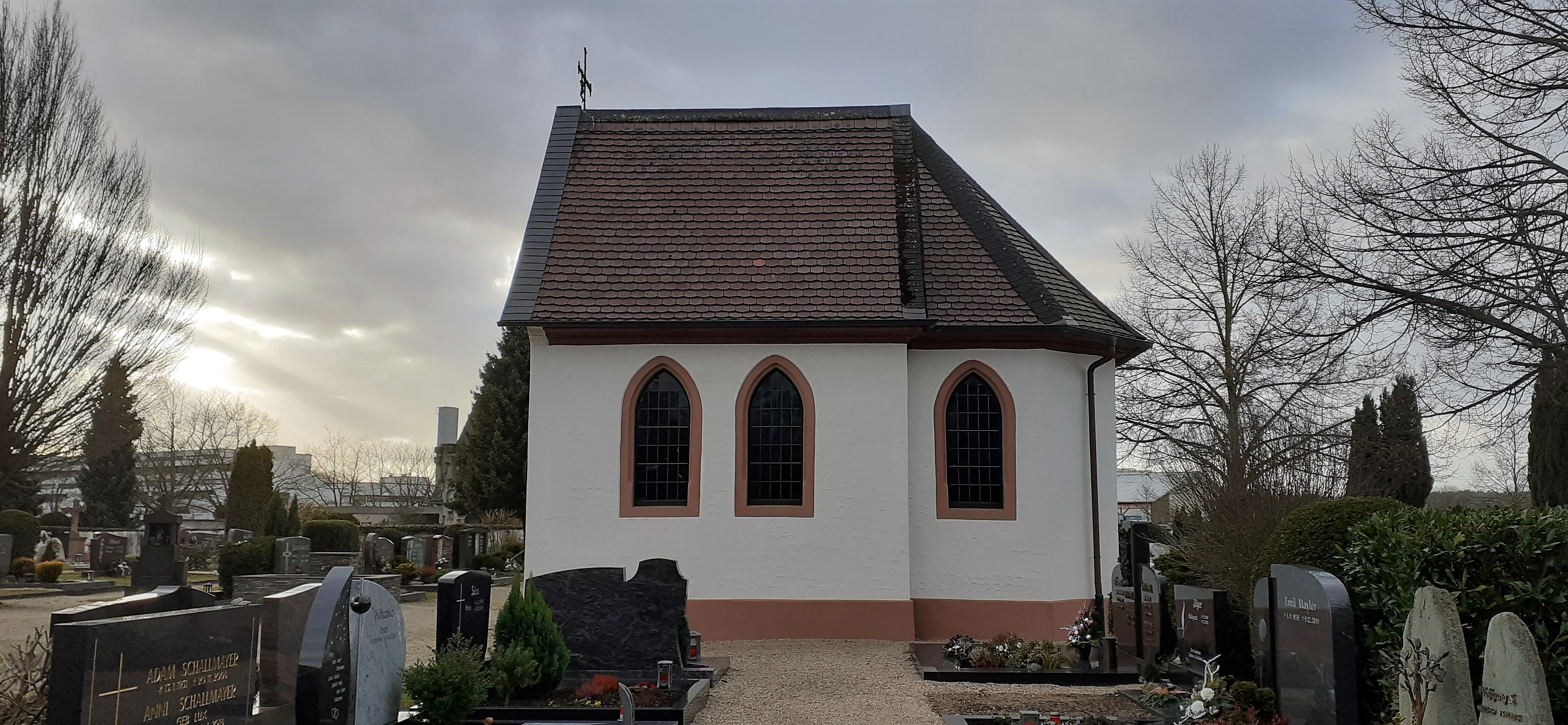
Seitenansicht der Kapelle
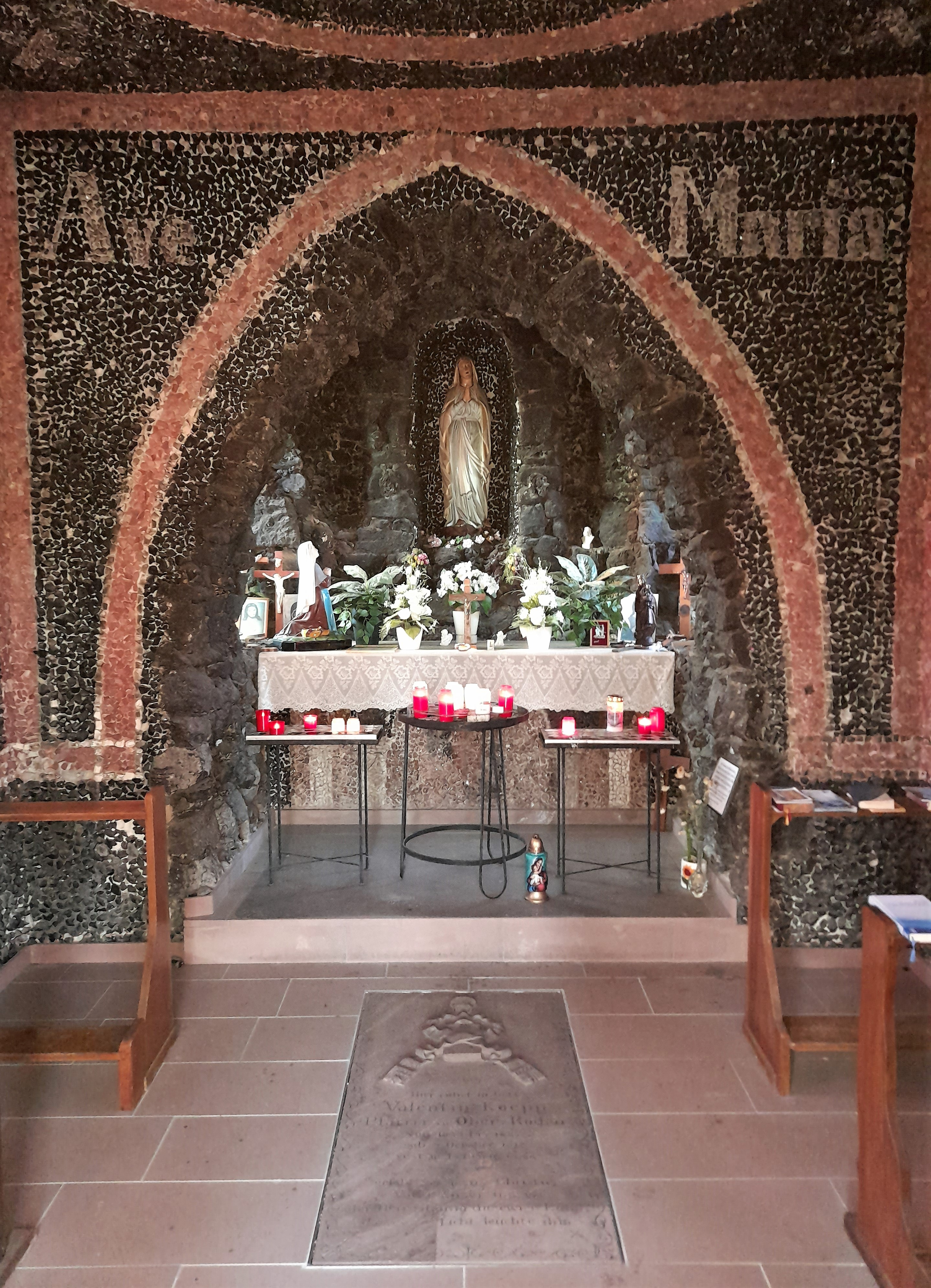
Innenraum der Kapelle (Frontalansicht)
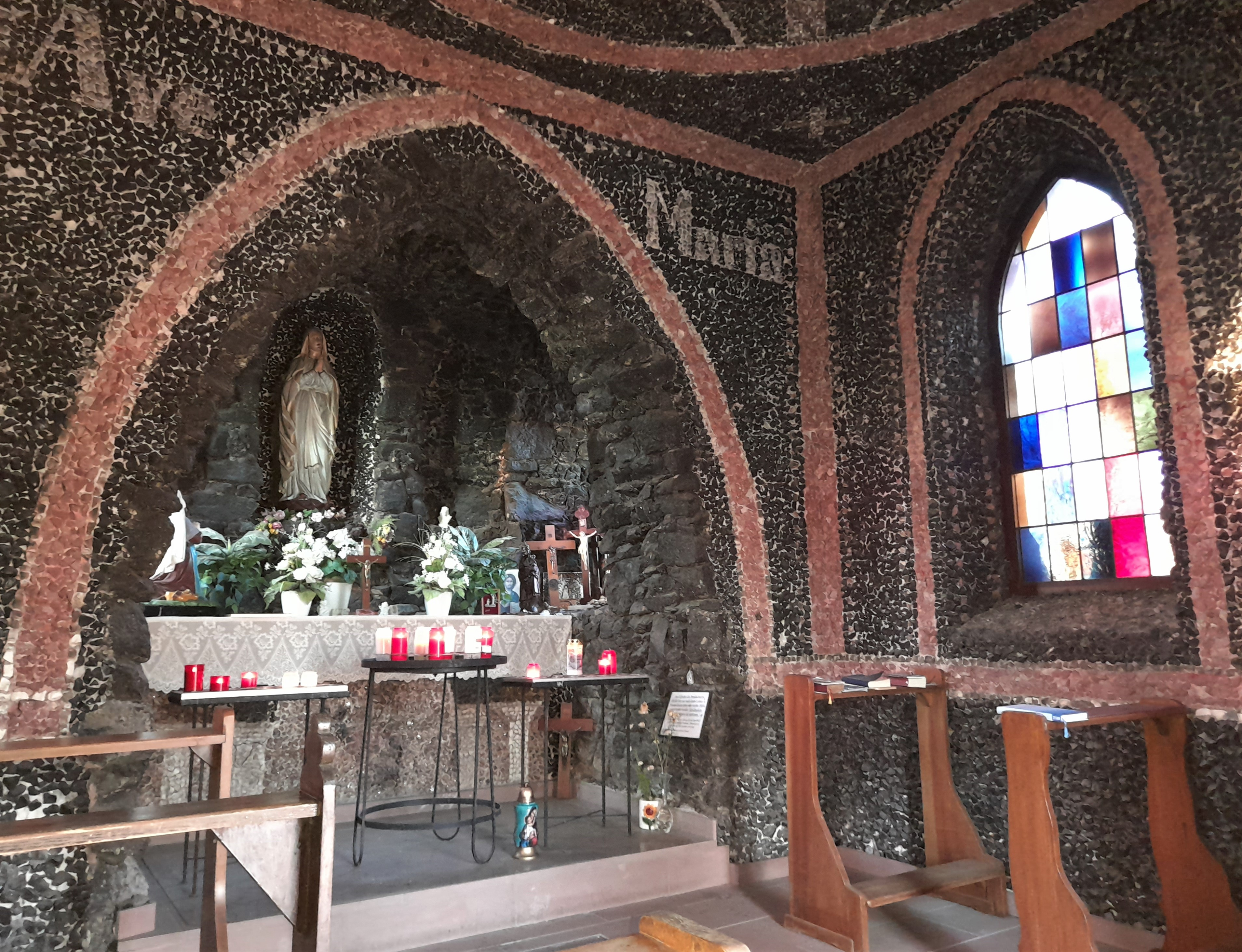
Innenraum der Kapelle (Seitliche Ansicht)
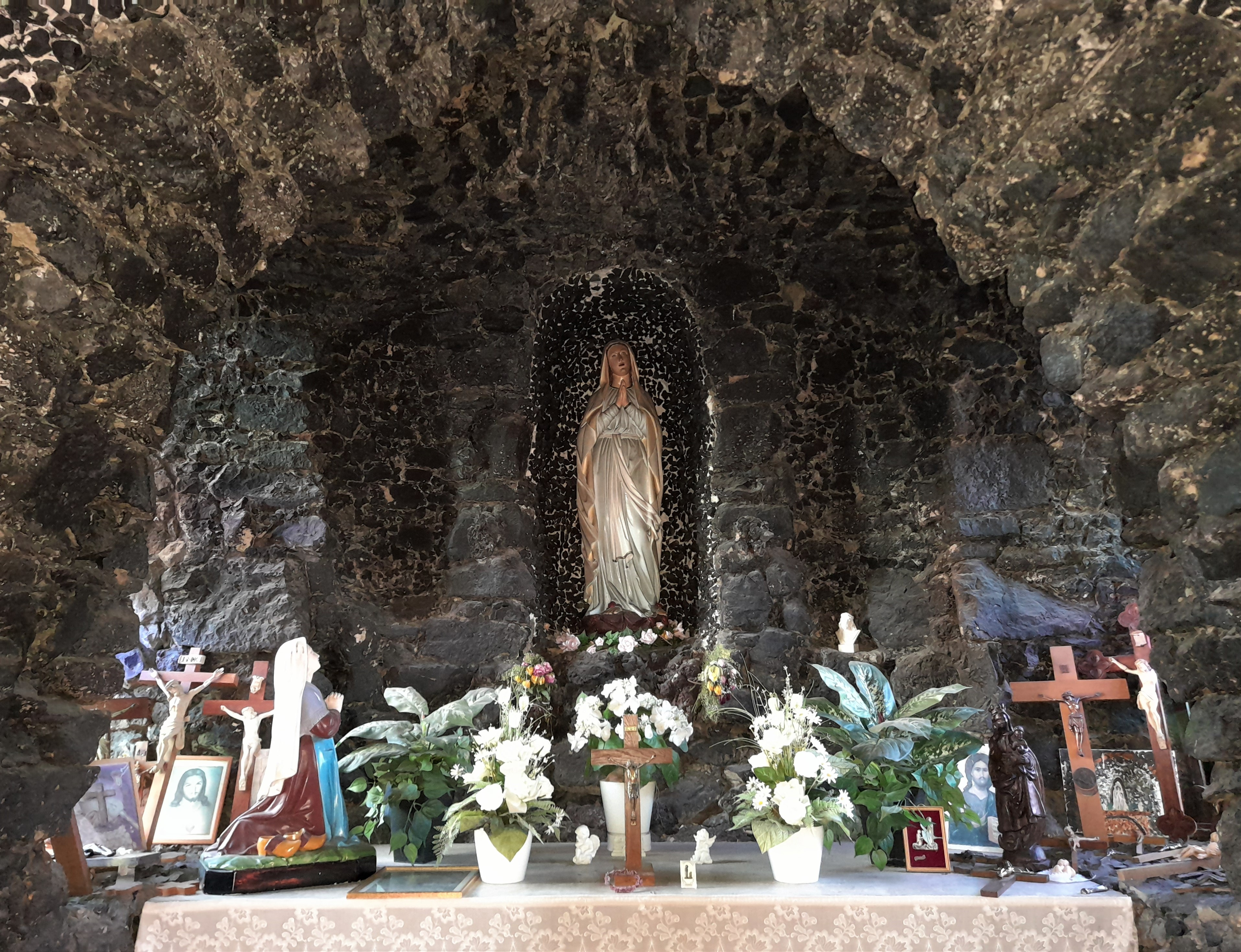
Mariengrotte der Kapelle
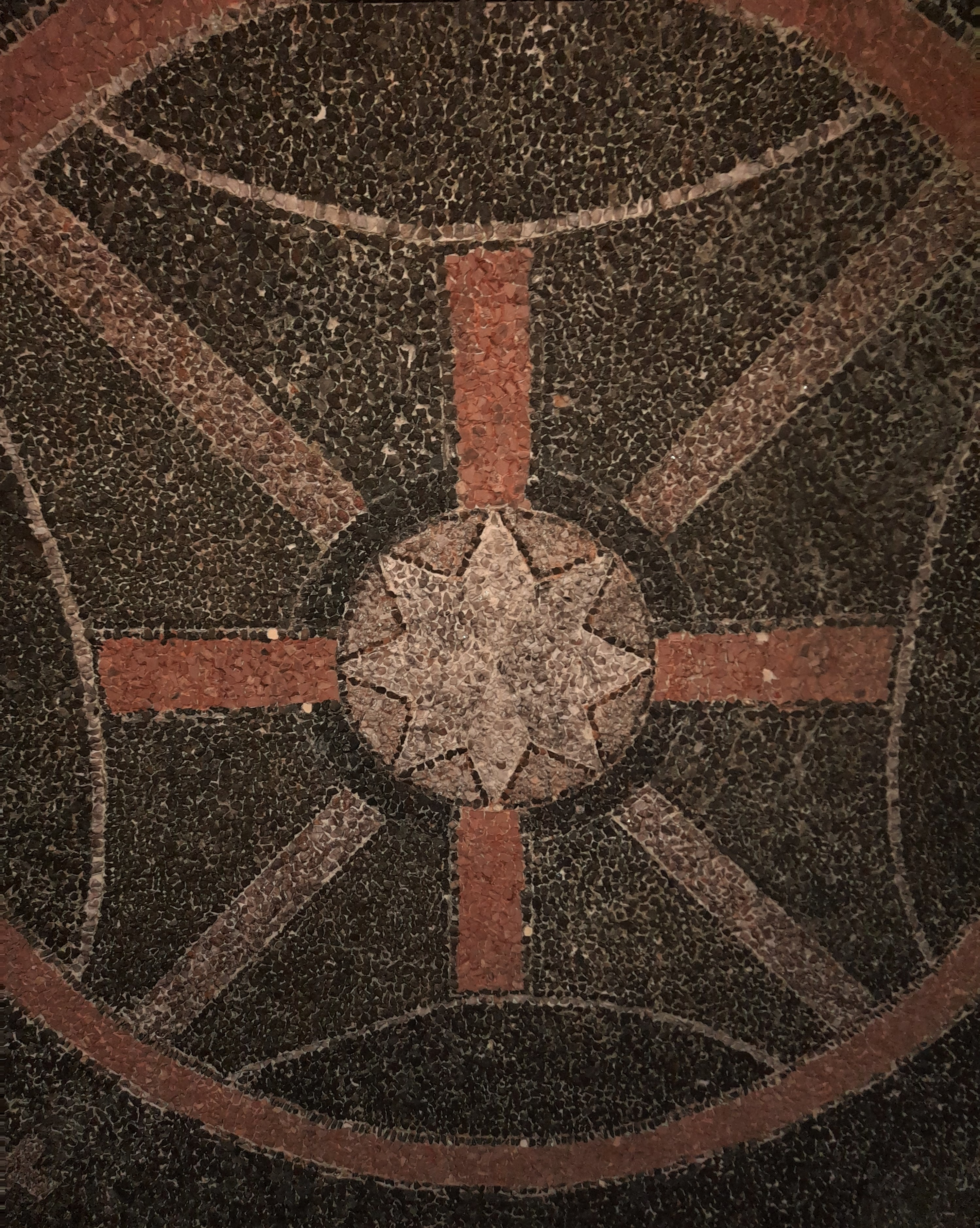
Deckenbild der Kapelle
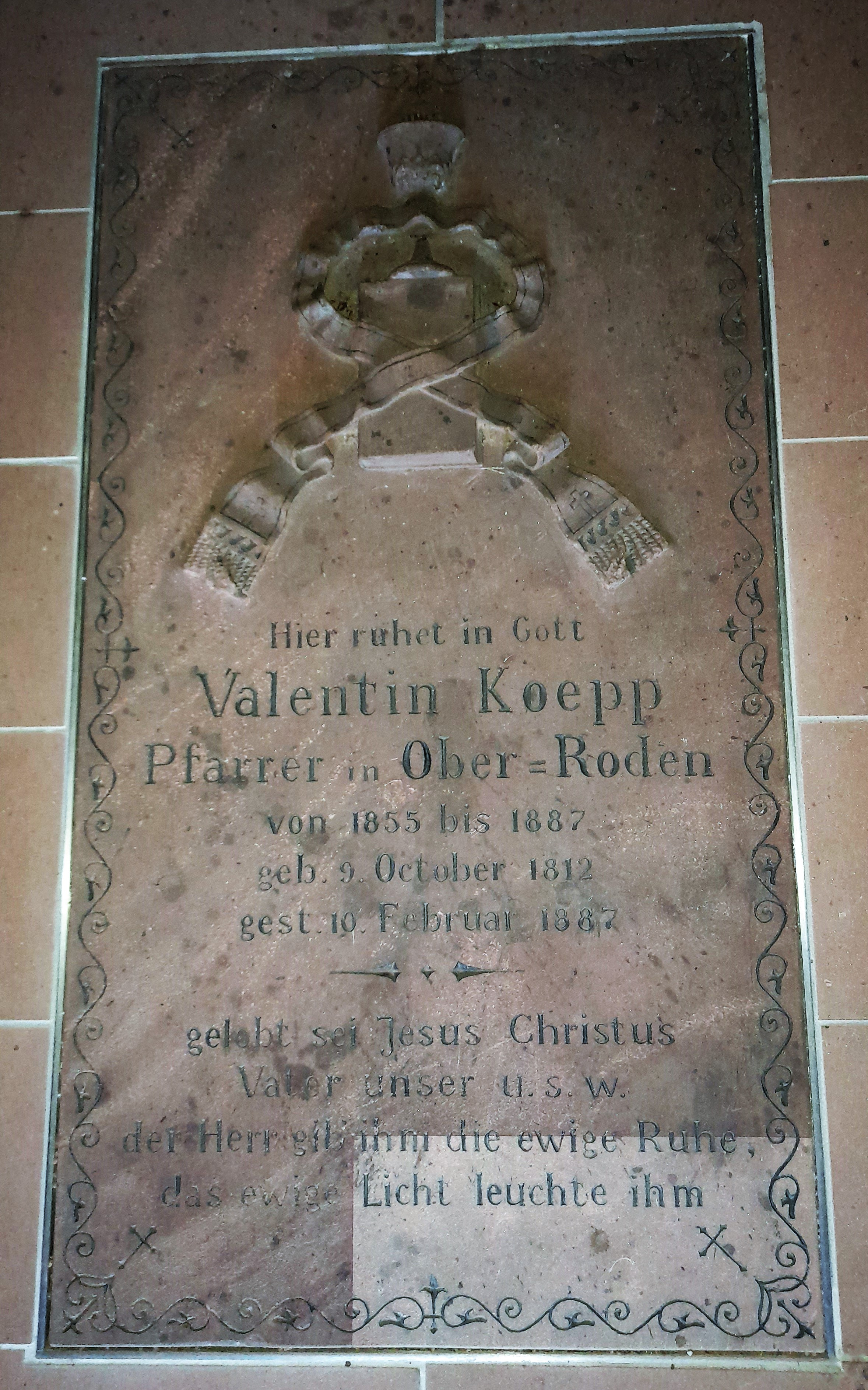
Grabplatte von Pfarrer Valentin Koepp
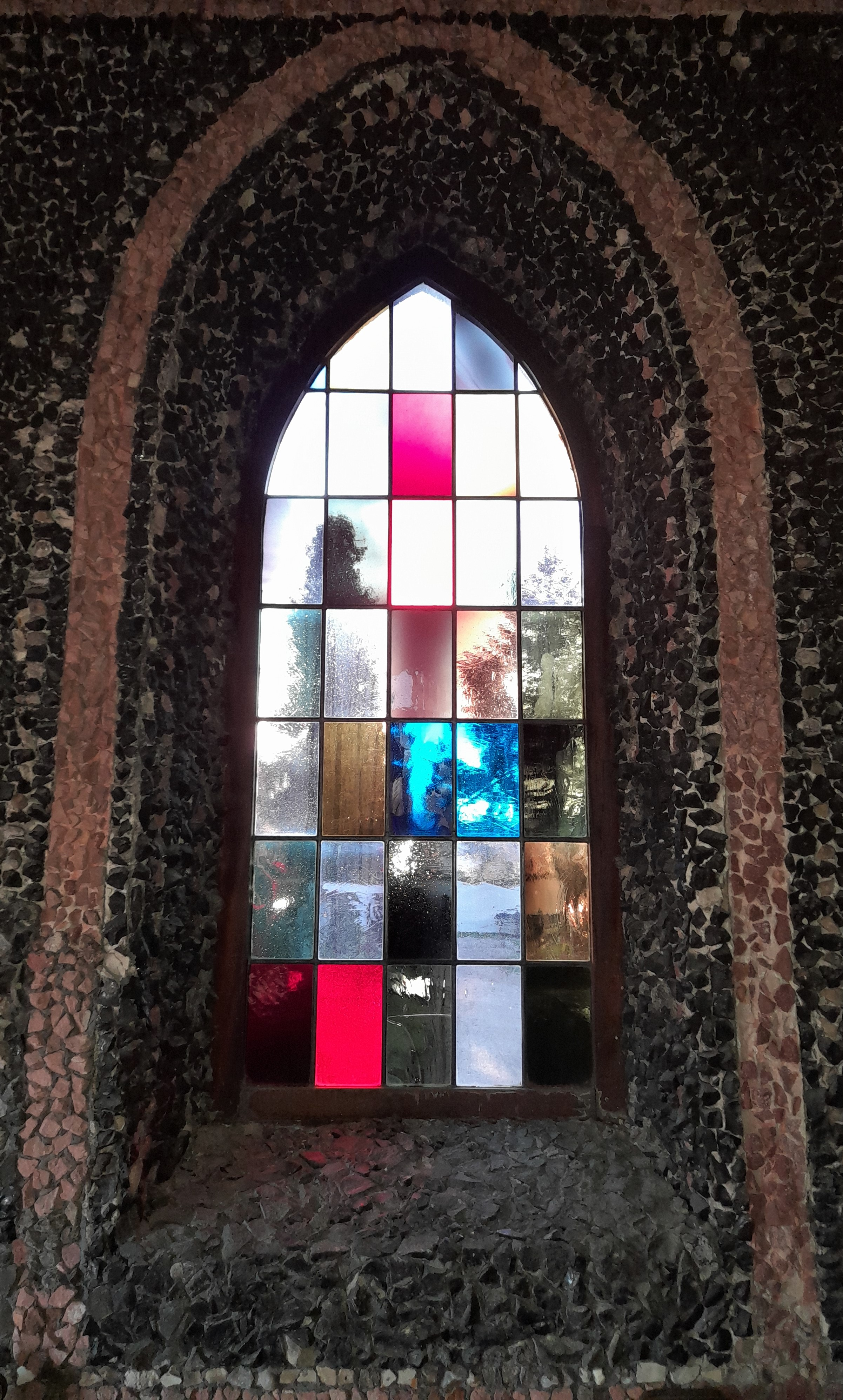
Seitliches Kapellenfenster
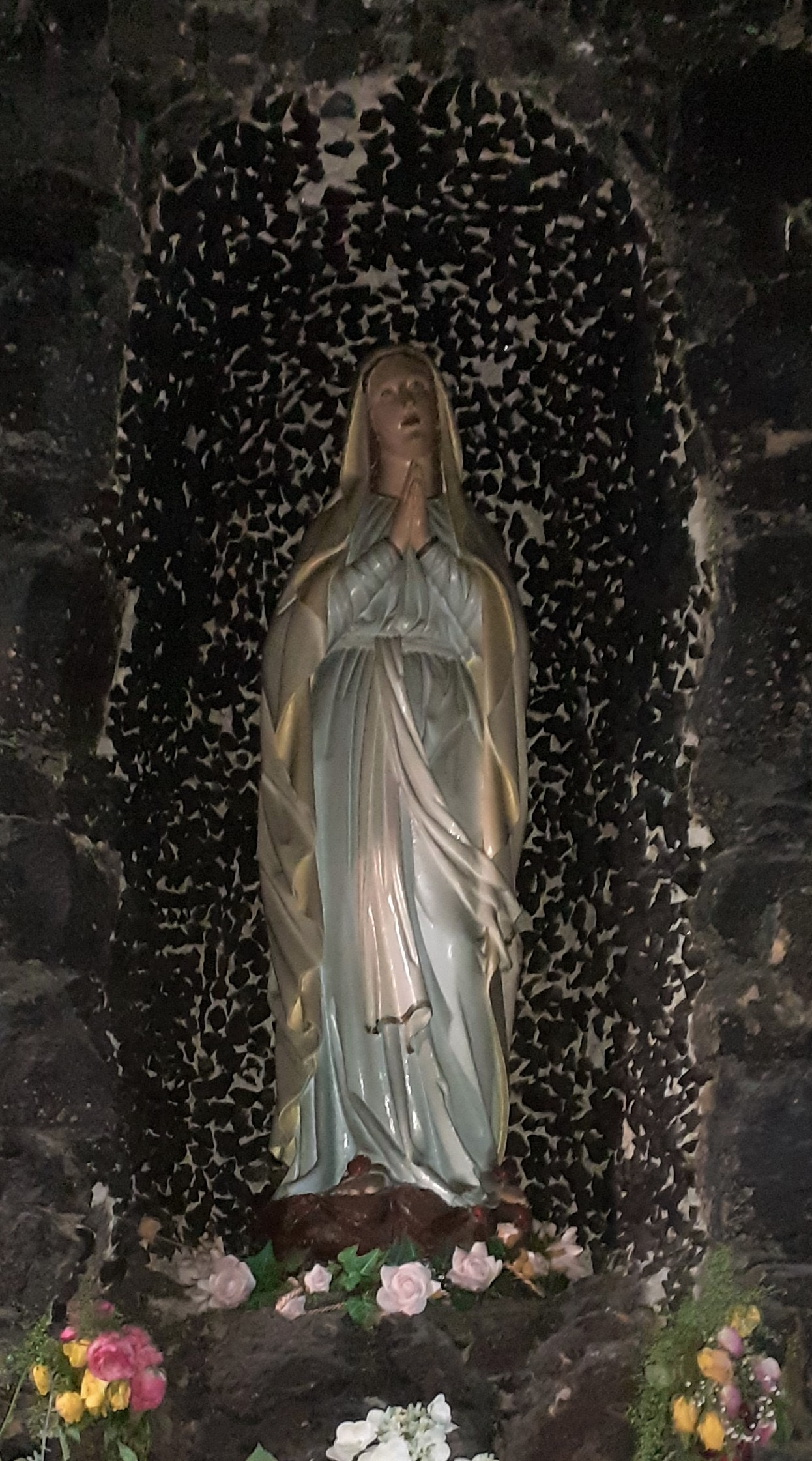
Marienstatue der Grotte
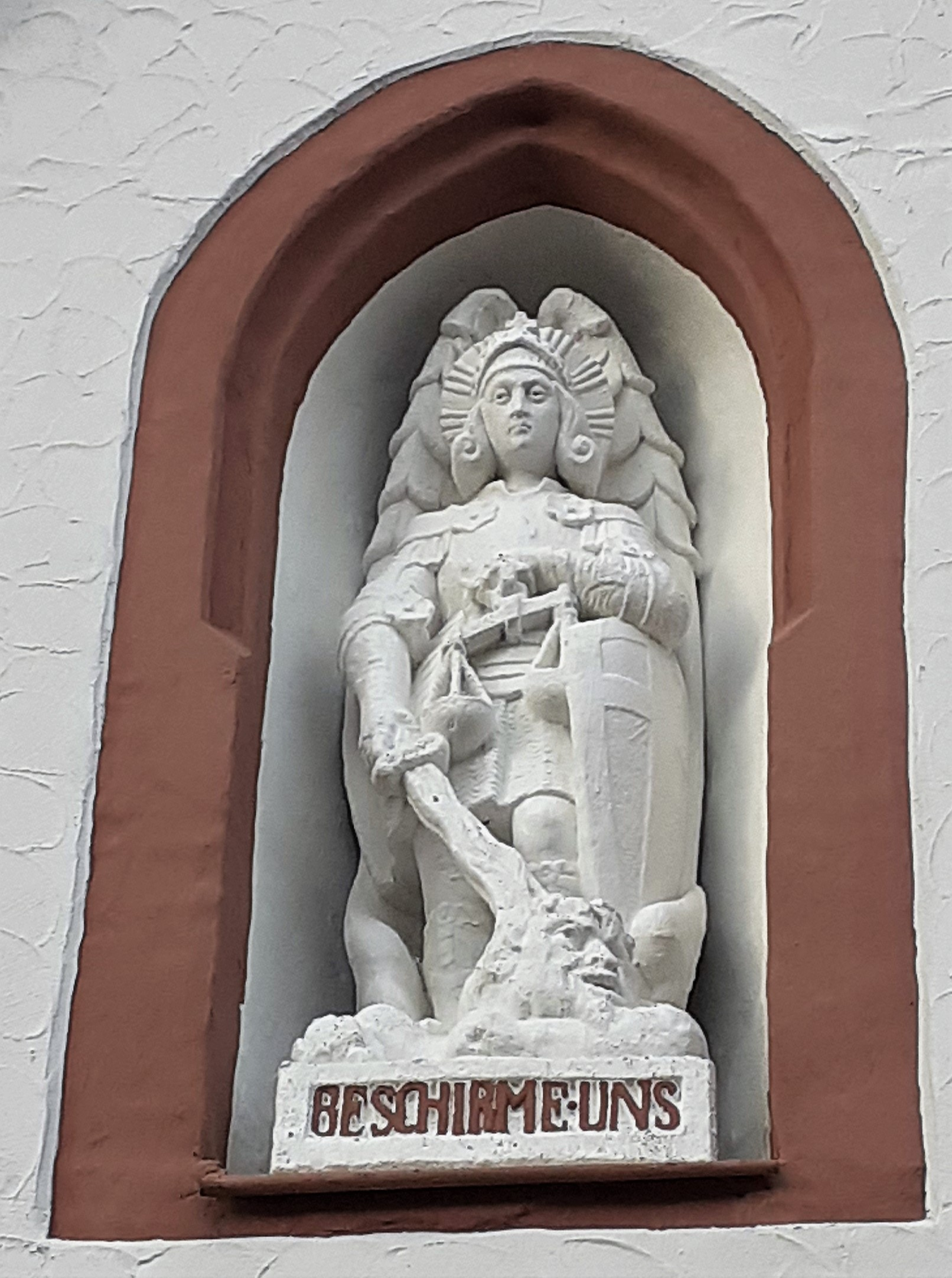
Heiligenfigur über dem Eingang der Kapelle